# Swedish Solar Telescope
Il telescopio Swedish Solar (o SST) è un telescopio solare rifrattore situato all'osservatorio del Roque de los Muchachos, alle Isole Canarie. È gestito dall'Istituto per la fisica solare dell'Università di Stoccolma.

## Caratteristiche

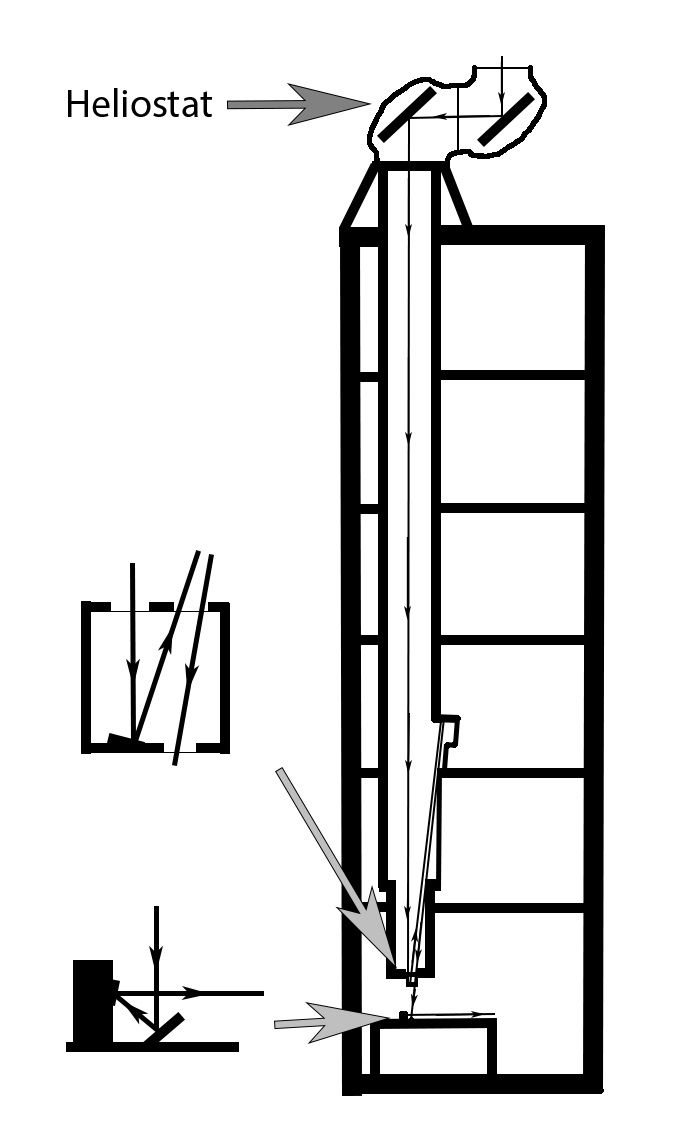
Schema del telescopio

L'elemento principale è una singola lente di silice fusa, che lo rende il secondo più grande telescopio ottico rifrattore in uso al mondo. L'obiettivo da 110 cm ha un diametro di apertura di 98 cm. Il SST viene spesso usato come un telescopio Schupmann, correggendo in tal modo le distorsioni cromatiche del singolo primario.
L'SST è un telescopio a vuoto, il che significa che è chiuso ermeticamente per evitare la deformazione dell'immagine dall'aria all'interno. Questo è un problema particolare con i telescopi solari a causa del riscaldamento dovuto all'elevata quantità di luce che viene trasmessa a qualsiasi aria causando il degrado dell'immagine.
A partire dal 2005, l'SST ha prodotto le immagini con la massima risoluzione sul Sole di qualsiasi telescopio. Ciò è in gran parte dovuto al suo sistema di ottica adattiva, che è stato aggiornato con uno specchio deformabile monomorfo 85-elettrodo da CILAS nel 2013.
Ci sono due modalità di funzionamento, selezionate invertendo il raggio da una tabella ottica ad un'altra. Una modalità è spettrografica, utilizzando lo spettrografo TRIPPEL. L'altra modalità è di imaging, in cui il raggio viene suddiviso in una parte rossa e una blu da un beam splitter dicroico da 500 nm. Entrambe le travi hanno due filtri sintonizzabili basati su Fabry-Pérot, CRISP in rosso e CHROMIS in blu. I dati dell'immagine sono generalmente compensati per le aberrazioni residuali del fronte d'onda mediante l'uso del metodo di ricostruzione dell'immagine MOMFBD.